# Kursberg
Kursberg ist ein Gemeindeteil der Gemeinde Alfeld im Landkreis Nürnberger Land (Mittelfranken, Bayern). Kursberg liegt in der Gemarkung Alfeld.

## Lage
Das Dorf liegt auf einem Bergsporn zwischen dem Kirchthal und dem Albachtal. Eine Anliegerstraße führt zur Staatsstraße 2236 und erreicht diese bei der 400 Meter nordwestlich gelegenen Regelsmühle.

## Geschichte
Es wurde 1280 erstmals als „Churfsperg“ erwähnt. Der Ortsname kann vom altdeutschen Wort Chupf für Kuppe kommen.
1368 besaß das Kloster Bergen dort eine Hube. 1525 kam Kursberg kirchlich zu Fürnried. 1603 standen dort fünf Wohngebäude mit dem Hirtenhaus und einem Taglöhnerhaus.
Die hohe Gerichtsbarkeit hatte das bayerische Landgericht Sulzbach, die Dorf- und Gemeindeherrschaft das Pflegamt Hersbruck und kirchlich gehörte der Weiler zur Pfarrei Alfeld. Das Pflegamt Hersbruck hatte auch die Steuerhoheit über die drei Halbhuben. Zehentherren waren die Reichenecker, dann die Parsberger, später verliehen die gräflich Schönbornschen Lehen, zwei Güter an die Holzschuhersche Gutsherrschaft von Thalheim. Das dritte Gut gehörte einem Dr. Hörl von Nürnberg. Die Einwohnerzahl wechselte von 23 im Jahr 1861 auf 29 im Jahr 1871, nur 16 im Jahr 1900. Die inzwischen 4 Anwesen gehörten seit Anfang des 19. Jahrhunderts zur Gemeinde Alfeld mit Kirche, Post und Schule. 1950 bestand der Weiler nur noch aus 3 Wohngebäuden mit insgesamt 14 Einwohnern. 11 Jahre später wohnten hier 10 Leute in 4 Wohngebäuden, 1994 wieder 12 und am 30. Juni 2005 hatte Kursberg 13 Einwohner und 5 Wohngebäude.